# Maserati A6
Maserati A6 är en sportbil, tillverkad av den italienska biltillverkaren Maserati mellan 1946 och 1957.
A6:an var Maseratis första försök att bygga en sportbil för landsvägen. Dittills hade man bara byggt tävlingsvagnar, för det egna stallet och för de privatpersoner som hade råd att ägna sig åt motorsport. A6:an byggde på och utvecklades med de rena tävlingsvagnarna A6GCS och A6GCM. Första årgångarna hade en 1,5-litersmotor, men fr o m 1951 förstorades motorn till två liter. 1954 uppdaterades motorn med dubbla överliggande kamaxlar. Maserati byggde 137 st landsvägsvagnar på tolv år.
Varianter:
| Modell | Motor               | Cylindervolym | Effekt | Bränslesystem |
| ------ | ------------------- | ------------- | ------ | ------------- |
| 1500   | 6-cyl radmotor ohc  | 1488 cm³      | 65 hk  | Förgasare     |
| 2000   | 6-cyl radmotor ohc  | 1978 cm³      | 130 hk | Förgasare     |
| /54    | 6-cyl radmotor dohc | 1985 cm³      | 160 hk | Förgasare     |